# Géza al Ungariei
Géza (n. 940 d.Hr. – d. 997 d.Hr.) a fost între 970-997 conducătorul maghiarilor, tatăl primului rege al Ungariei, Ștefan I. În 965 a lut parte împreună cu țarul bulgar Petru la un raid războinic împotriva Bizanțului. În anii următori a mai luptat contra Bizanțului și alături de principele Kievului, Sviatoslav I. A făcut parte din dinastia arpadiană.
Géza a fost fiul lui Taksony, care la rândul său a fost fiul cel mare a lui Árpád. Sub influența Imperiului romano-german și a celui Bizantin, în anul 972 Géza s-a convertit la creștinism. Géza s-a adresat  împăratului german Otto I, care l-a trimis pe călugărul benedictin Bruno de Sankt Gallen în Ungaria, iar acesta l-a botezat.
Soția lui Géza a fost Sarolt, fiica lui Gyula de Alba Iulia.